# Championnats d'Europe d'aviron 1920
Navigation
1913 1921
Les championnats d'Europe d'aviron 1920, vingt-deuxième édition des championnats d'Europe d'aviron, ont lieu le 15 août 1920 à Mâcon, en France.
Il s'agit de la première édition des championnats d'Europe après la Première Guerre mondiale. Quatre nations participent à la compétition. La Suisse domine le classement des médailles devant la France.
Plusieurs athlètes médaillés avant la Première Guerre mondiale obtiennent des médailles. Le quatre avec barreur suisse remporte la médaille d'or. Deux semaines plus tard, ce bateau remporta le titre olympique lors des Jeux olympiques de 1920.

## Organisation

### Sélection de la ville hôte
La Fédération royale belge d'aviron propose de supprimer cette édition des championnats d'Europe en raison de la tenue des Jeux olympiques d'été de 1920 à Anvers,. Dans ce cas, les Jeux olympiques auraient également délivrer les titres européens. La Fédération française d'aviron souhaite maintenir ces championnats et les organiser comme en 1894 à Mâcon ainsi que le congrès de la FISA,. La FISA soutient dans un premier temps la proposition belge. À la Suite de l'insistance de la France, la FISA lance une consultation auprès des pays membres pour recueillir leurs opinions. La majorité des pays étant pour l'organisation des Championnats d'Europe à Mâcon, la FISA accepte finalement cette proposition,. En avril 1920, la Fédération française d'aviron charge la Société des régates mâconnaises de l'organisation des championnats de France et d'Europe. La Société des régates mâconnaises a été fondé en 1873 et est l'une des plus anciennes sociétés d'aviron françaises. L'organisation de la compétition a reçu « d'importantes subventions de la Municipalité et du conseil général ». 12 000 francs sont affectés rien que pour les indemnités de transports des « équipiers » et du matériel. Des sommes de 1 500 francs et de 10 000 francs sont affectés pour des dépenses similaires pour les Championnats du Sud-Ouest et de France qui sont organisés quelques jours plus tôt également à Mâcon,.

### Nations participantes
La FISA compte six fédérations membres : la Belgique, la France, les Pays-Bas (en), l'Italie, la Fédération d'aviron russe et la Suisse. Sur ces six nations membres, les Pays-Bas et la Russie n'envoient pas de délégations. Les nations ne peuvent engager qu'un seul bateau dans chaque course. Les fédérations ont envoyé leurs champions nationaux pour cette compétition.
L'Allemagne avait intégré la FISA en 1913 et dominée les Championnats d'Europe d'aviron 1913,. En raison de la Première Guerre mondiale, la Deutscher Ruderverband est exclue de la Fédération internationale.
Lors du congrès de la FISA le 14 août 1920, les demandes d'affiliations de la Fédération espagnole d'aviron et de la Fédération de Tchécoslovaquie sont acceptées alors que celle de la National Amateur Rowing Association (en) est repoussée au prochain congrès. À la fin de l'année 1920, la FISA compte donc 8 fédérations affiliées.

### Site de la compétition

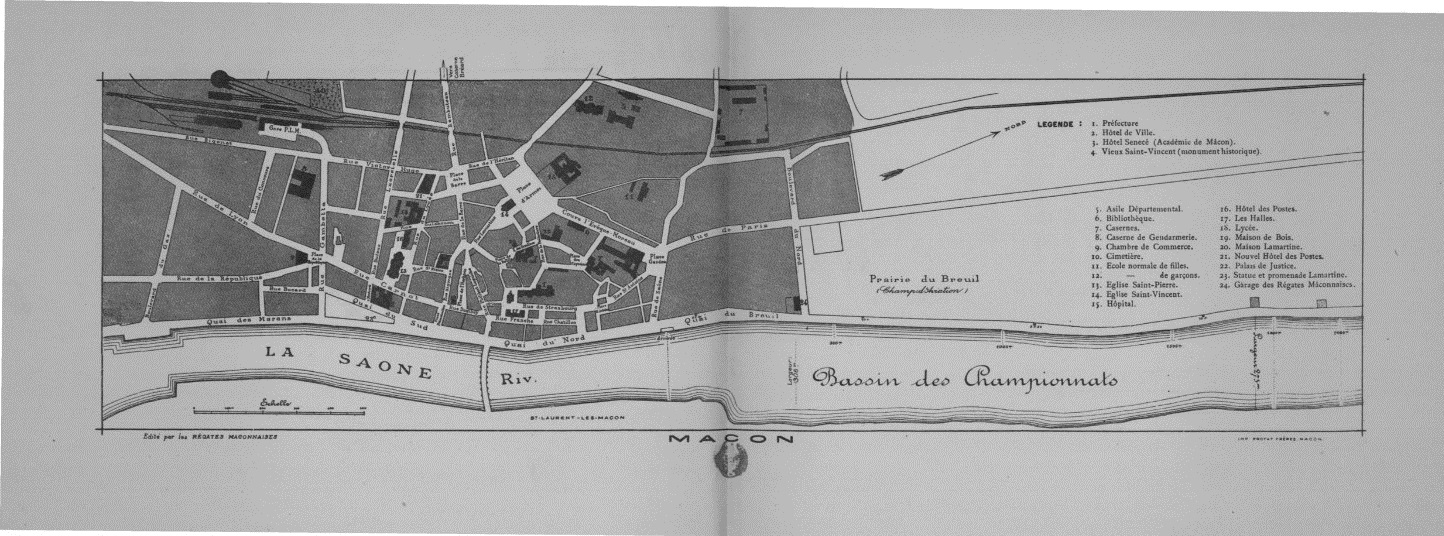
Plan du site de compétition

Les courses ont lieu sur le bassin du club de Mâcon. Il s'agit d'un bassin de 2 km,. Le bassin est situé sur la Saône en amont de la ville. À cet endroit la rivière est large, plus de 200 m de large, et très profonde. L'arrivée est situé au niveau du quai du Breuil.
Ce bassin, surnommé le « bassin des championnats »,, avait déjà été utilisé lors des Championnats d'Europe d'aviron 1894. De plus, il est régulièrement utilisé pour les championnats de France d'aviron notamment en 1920.
La qualité de l'organisation est salué par un journaliste du Lyon-Sport. Il juge l'organisation parfaite avec la construction d'un garage pour les bateaux des concurrents, des douches, des vestiaires, un service de voitures automobiles et le téléphone.
La municipalité de Mâcon demande aux habitants de décorer la ville en l'honneur des championnats afin de « recevoir dignement les nombreux étrangers qui nous feront l'honneur d'être nos hôtes ». Les Mâconnais s’exécutent notamment en fleurissant la ville et en posant des guirlandes. Finalement, « les rues sont méconnaissables »,.

### Calendrier des épreuves

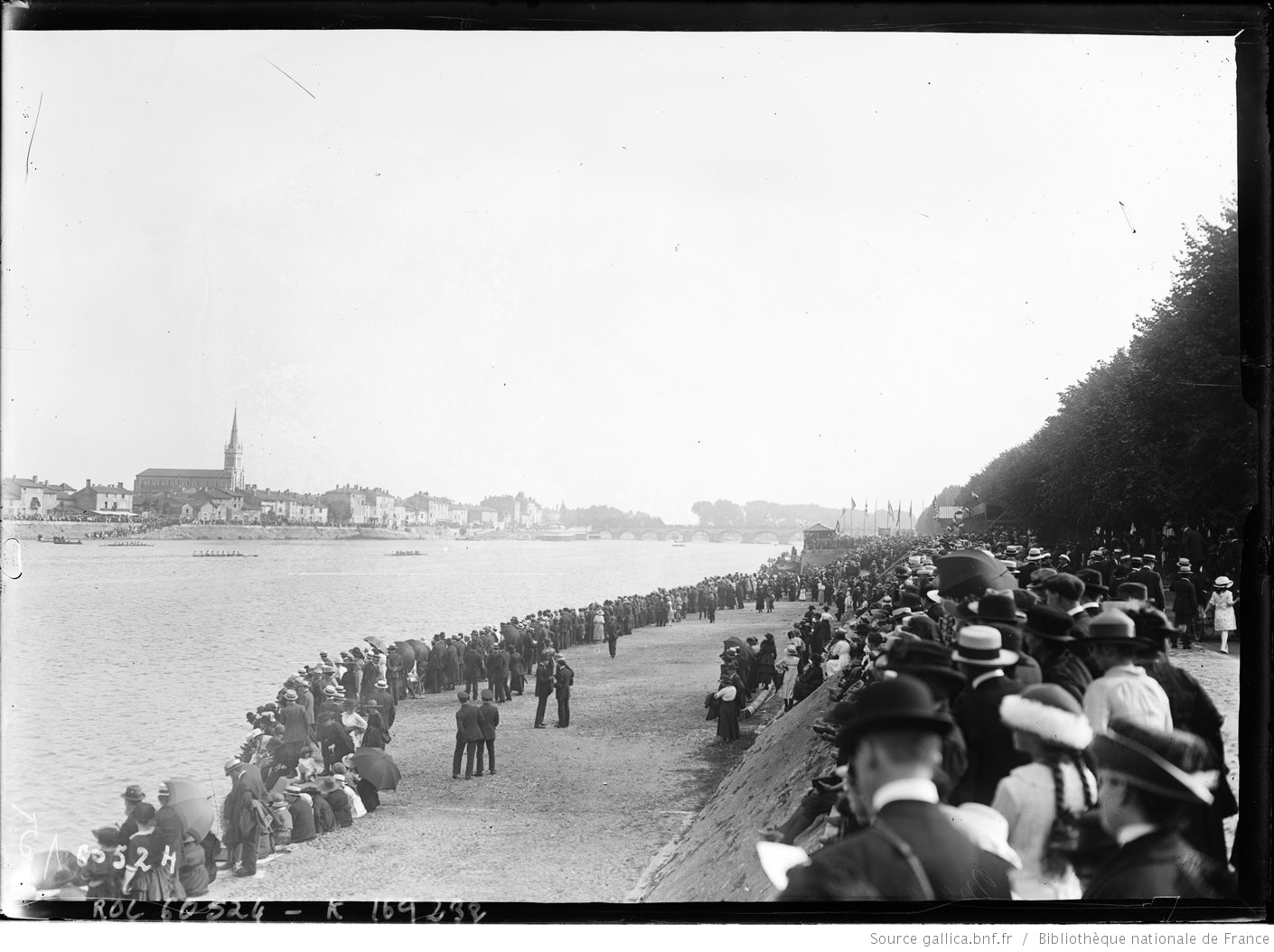
Vue de l'arrivée

Il y a cinq épreuves au programme, :
- Prix de la France : Quatre de pointe avec barreur (4+)
- Prix de Belgique : Skiff (1x)
- Prix de l'Adriatique : Deux de pointe avec barreur (2+)
- Prix de l'Italie : Huit de pointe avec barreur (8+)
- Prix de la Suisse : Deux rameurs en couple (2x)

Des courses intercalaires sont ajoutés afin que les athlètes aient des temps de repos entre les courses et qu'il n'y ait pas de « temps morts » pour le public. Les inscriptions pour ces courses étaient possibles jusqu'au 13 août 1920 (22h) pour les athlètes non sélectionnés.
L'ordre des courses est le suivant :
| Prix                                                            | Course                                                          | Horaire | Horaire |
| --------------------------------------------------------------- | --------------------------------------------------------------- | ------- | ------- |
| Prix de la France                                               | Quatre de pointe avec barreur (4+)                              | 14:00   |         |
| Course intercalaire de deux de pointe avec barreur              | Course intercalaire de deux de pointe avec barreur              | 14:30   |         |
| Prix de Belgique                                                | Skiff (1x)                                                      | 15:00   |         |
| Course intercalaire de quatre rameurs débutants en yoles de mer | Course intercalaire de quatre rameurs débutants en yoles de mer | 15:30   |         |
| Prix de l'Adriatique                                            | Deux de pointe avec barreur (2+)                                | 16:00   |         |
| Course intercalaire de huit rameurs en pointe avec barreur      | Course intercalaire de huit rameurs en pointe avec barreur      | 16:30   |         |
| Prix de la Suisse                                               | Deux rameurs en couple (2x)                                     | 17:00   |         |
| Course intercalaire skiff                                       | Course intercalaire skiff                                       | 17:30   |         |
| Course intercalaire quatre de pointe avec barreur               | Course intercalaire quatre de pointe avec barreur               | 18:00   |         |
| Prix de l'Italie                                                | Huit de pointe avec barreur (8+)                                | 18:20   |         |

## Déroulement de la compétition

### Avant la compétition
Le 8 août 1920, les championnats de la Fédération Lyonnaise et du Sud Est ont eu lieu sur le bassin,. À l'époque, la France compte une centaine de sociétés le pays est divisé en huit fédérations régionales. Les vainqueurs de chaque course sont qualifiés pour les championnats de France,. La compétition rassemble dix sociétés. Le départ de la course est donné par le préfet de Saône-et-Loire, Monsieur Jean-Joseph Lamy-Boisroziers. Le public est nombreux et les tribunes sont insuffisantes pour accueillir tous les spectateurs,.
Le matin du 13 août 1920, la Fédération française d'aviron tient un congrès dans le salon des mariages de la mairie de Mâcon. L'après-midi, les championnats de France ont lieu avec 27 sociétés participantes,. Gaston Giran a dû s'employer pour remporter la course en skiff devant Dupré du club de l'Union nautique de Villefranche,,. Alfred Plé et Gaston Giran ont remporté facilement le deux rameurs en couple,. Gabriel Poix et Maurice Monney-Bouton l'emporte facilement en deux de pointe avec barreur,. Le Club nautique de Rouen gagne difficilement devant l'Aviron bayonnais en Quatre de pointe avec barreur,. L'épreuve du huit a été à nouveau disputé le lendemain car l'équipe gagnante, la C.A Strasbourg, avait un barreur trop léger. Lors de la deuxième course, l'équipe mixte Lyon-Villefranche l'emporte. Les champions de France sont sélectionnés pour les championnats d'Europe du 15 août.
Le 14 août 1920, la FISA tient le 23e congrès de son histoire, le premier depuis la fin de la Première Guerre mondiale. Ce congrès a lieu dans un salon de l’hôtel de ville de Mâcon et il rassemble 13 délégués représentant 7 fédérations. Pour la première fois, un représentant de la National Amateur Rowing Association (en) (une des deux associations britanniques) est présent. Le même jour, une « journée sportive » est organisé dans le cadre des « Fêtes de Mâcon ». Il est notamment organisé un concours interdépartemental de boules, une course cycliste extra-régionale, une traversée de la Saône à la nage ou encore un tour de Mâcon pédestre.

### Récit de la compétition

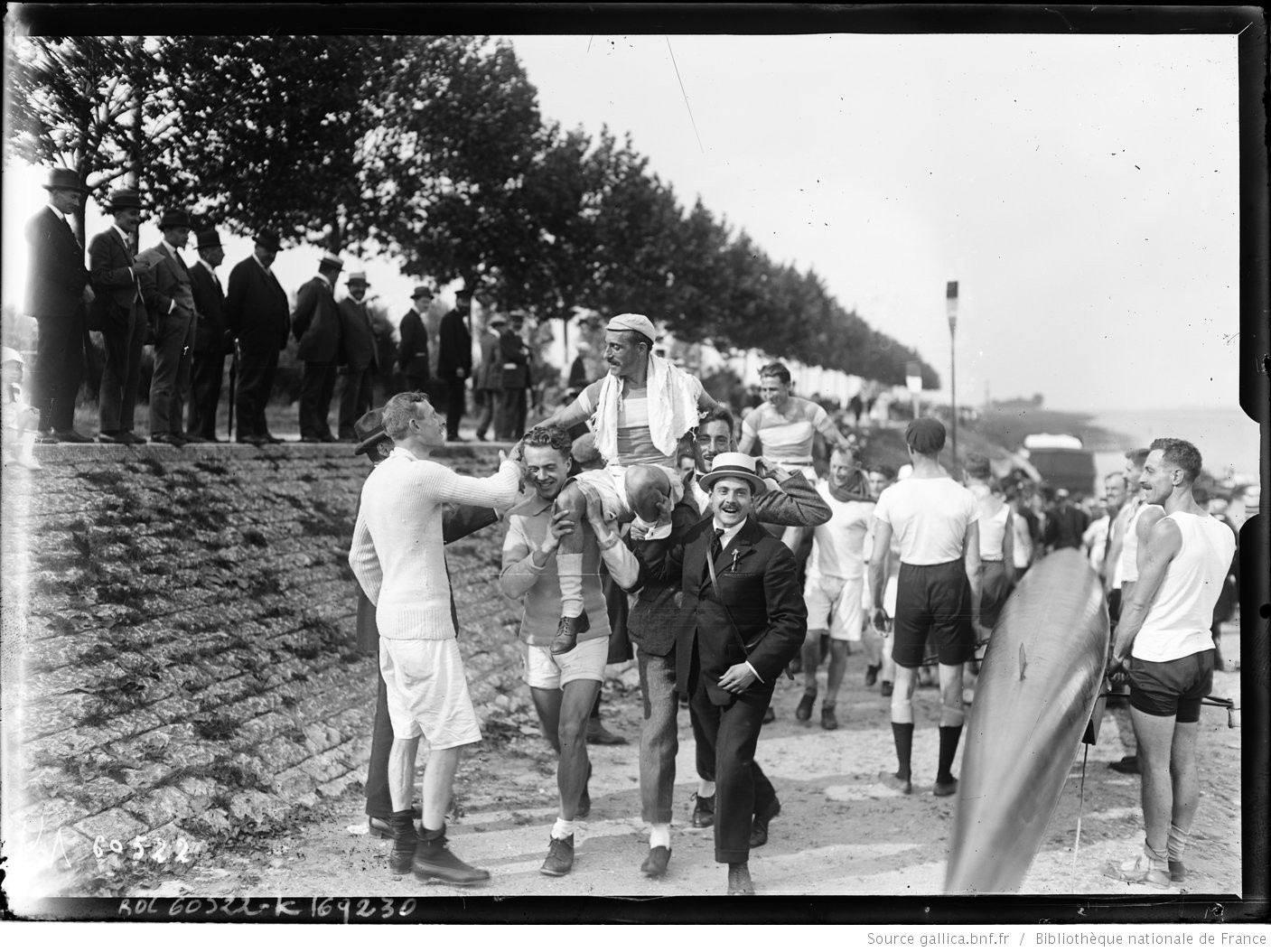
Gabriel Poix et Maurice Monney-Bouton à l'arrivée

Les épreuves ont débuté à 14h. Le temps est incertain mais il fait beau pendant les courses,. Cependant, le vent souffle, dans le sens des courses. « La foule est énorme, les tribunes ont été littéralement prises d'assaut ». « Une foule incalculable » a envahi les deux rives. La Vie au grand air estime à 25 000 le nombre de spectateurs.
De nombreuses personnalités politiques sont présentes dans les tribunes notamment Adolphe Landry, Ministre de la Marine qui préside la compétition,.
Dans le Quatre de pointe avec barreur, Hans Walter, titré en 1911, Paul Rudolf, titré en 1912, Willy Brüderlin et Max Rudolf remportent la course. L'équipe suisse a pris la tête après 1 500 m et s'impose avec plusieurs longueurs d'avance. Ce bateau sera sacré champion olympique deux semaines plus tard à Bruxelles lors des jeux olympiques de 1920 à Anvers.
Le zurichois, Max Schmid, mène toute la course et remporte facilement la course de Skiff,. Gaston Giran a brisé une rame au début de la course et a abandonné au 1 000 m,.
En Deux de pointe avec barreur, Gabriel Poix et Maurice Monney-Bouton, vainqueurs en Championnats d'Europe d'aviron 1913, conservent leur titre. Ils l'emportent de justesse devant l'équipage suisse,,. L'équipage belge a abandonné.
En Deux rameurs en couple, Alfred Plé et Gaston Giran l'emporte en 7 min 9 s. La course fut très serrée entre le bateau français et le bateau suisse. Le bateau français se détacha en fin de sourse et s'imposa avec une longueur sur le bateau suisse,.
La course du Huit de pointe avec barreur est dominée par le favori, l'équipage suisse mené par Hans Walter. La course a été serrée jusqu'au 1 000 m. À partir du kilomètre, la Suisse creuse l'écart et elle remporte la course avec près de 0 min 10 s d'avance,. Au 1 600 m, la Belgique se détache et prend la deuxième place. L'Italie domine la France au sprint et prend la troisième place qui l'emporte avec près de 0 min 10 s d'avance.

### Bilan de la compétition
Le soir du 15 août 1920, un banquet de 200 couverts est organisé dans la grande salle de la Chambre de Commerce. Ce banquet est présidé par Adolphe Landry, Ministre de la Marine. Cependant la plupart des athlètes n'y ont pas assisté. Pour finir, un concert est organisé sur le quai Sud.
Selon la Vie au grand air, les championnats de France et d'Europe auraient rassemblé un total de 25 000 à 30 000 spectateurs.
Avec trois titres, la Suisse remporte la « Coupe Glandaz » (du nom d'Albert Glandaz, président de la Fédération française d'aviron entre 1905 et 1924 et membre du CIO),. Cette coupe est attribuée au pays ayant remporté le plus de victoires. Une des raisons invoquées dans la domination suisse est les pertes subies notamment par la France lors de la Première Guerre mondiale. 50 % des rameurs français auraient été tués et il n'y aurait que très peu d'athlètes seniors.

## Résultats

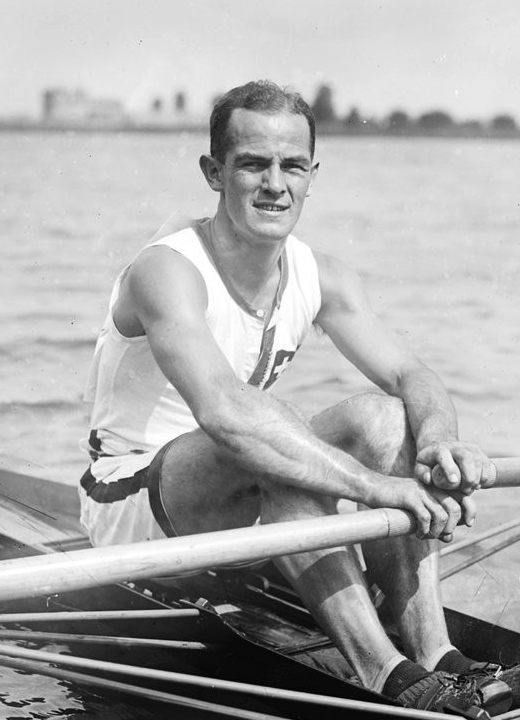
Max Schmid, vainqueur du skiff

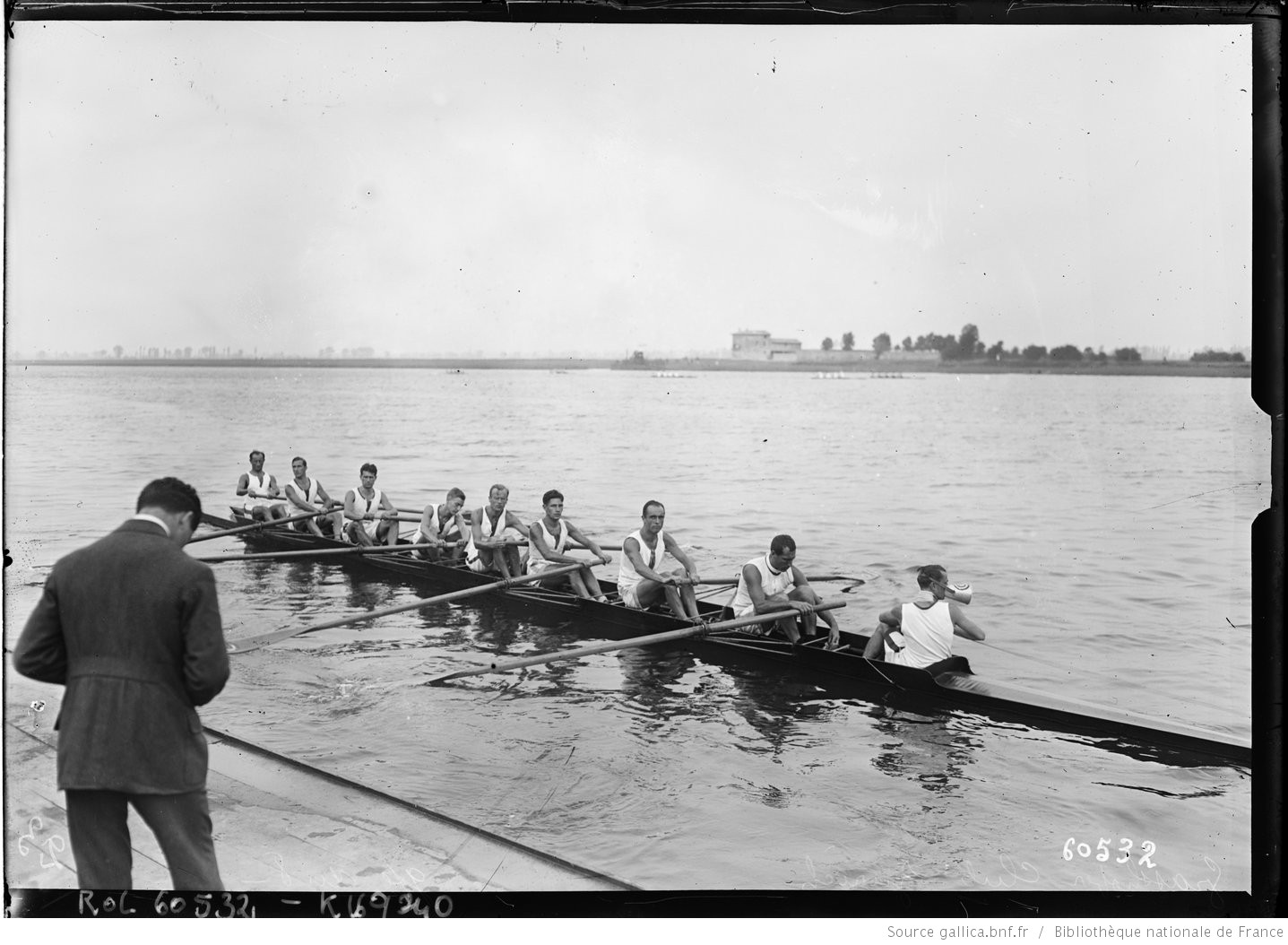
Le 8 vainqueur

| Épreuves                       | Or | Or         | Argent | Argent                   | Bronze | Bronze     |
| ------------------------------ | --- | ---------- | --- | ------------------------ | --- | ---------- |
| Skiff 1x                       | Suisse See Club Zurich Max Schmid | 7 min 33 s | Italie Armida Torino Giovanni di Vaio | 7 min 43 s               | Belgique Royal Club Nautique de Gand Jacques Haller | 7 min 48 s |
| Deux de pointe avec barreur 2+ | France Société Nautique de la Marne Gabriel Poix Maurice Monney-Bouton Barreur : Ernest Barberolle                                                              | 7 min 43 s | Suisse Société Nautique de Genève Edouard Candeveau Alfred Felber Barreur : Paul Piaget                                                                                        | « à un tiers de bateau » | Belgique Société Nautique de Gand Georges van den Bossche Oscar van den Bossche Barreur : ?                                                                                         | Abandon    |
| Deux rameurs en couple 2x      | France Société Nautique de la Marne Alfred Plé Gaston Giran | 7 min 9 s  | Suisse See Club de Bienne Wilhelm Walter Karl Schöchlin | 7 min 15 s               | Belgique Royal Club de Namur Emile Denis Paul Wibrant | Abandon    |
| Quatre avec barreur 4+         | Suisse Grasshopper Club Zurich Hans Walter Paul Rudolf Willy Brüderlin Max Rudolf Barreur : Paul Staub                                                          | 6 min 50 s | Belgique Royal Club Nautique de Gand Jean van Silfhout Oscar Bekaert Adrien d'Hondt Robert de Mulder Barreur : Jules van Wambeke                                               | 6 min 55 s               | France Club nautique de Rouen Testut Morel Dussy Fumagali Barreur : ? | 7 min 1 s  |
| Huit 8+                        | Suisse Grasshopper Club Zurich Hans Walter Max Rudolf Willy Brüderlin Paul Rudolf Fran Roesli Franz Türler Charles Freuler Rudolf Bosshard Barreur : Paul Staub | 6 min 15 s | Belgique Cercle des régates de Bruxelles Daniël Clarembaux Jozef Hermans Charles Lalemand René Smet Gustave De Mulder Félix Taymans Julien Crickx Maurice Requillé Barreur : ? | 6 min 23 s               | Italie Canottieri Lario Giuseppe De Col Michelangelo Bernasconi Carlos Caserati Ambrogio Pessina Paolino Porta Edverdo Natella Enzo Malinverno Angelo Majelli Barreur : Plinio Urio | 6 min 30 s |

## Tableau des médailles
| Rang  | Nation   | Or | Argent | Bronze | Total |
| ----- | -------- | -- | ------ | ------ | ----- |
| 1     | Suisse   | 3  | 2      | 0      | 5     |
| 2     | France   | 2  | 0      | 1      | 3     |
| 3     | Belgique | 0  | 2      | 3      | 5     |
| 4     | Italie   | 0  | 1      | 1      | 2     |
| Total | Total    | 5  | 5      | 5      | 15    |